# Historicité du Coran

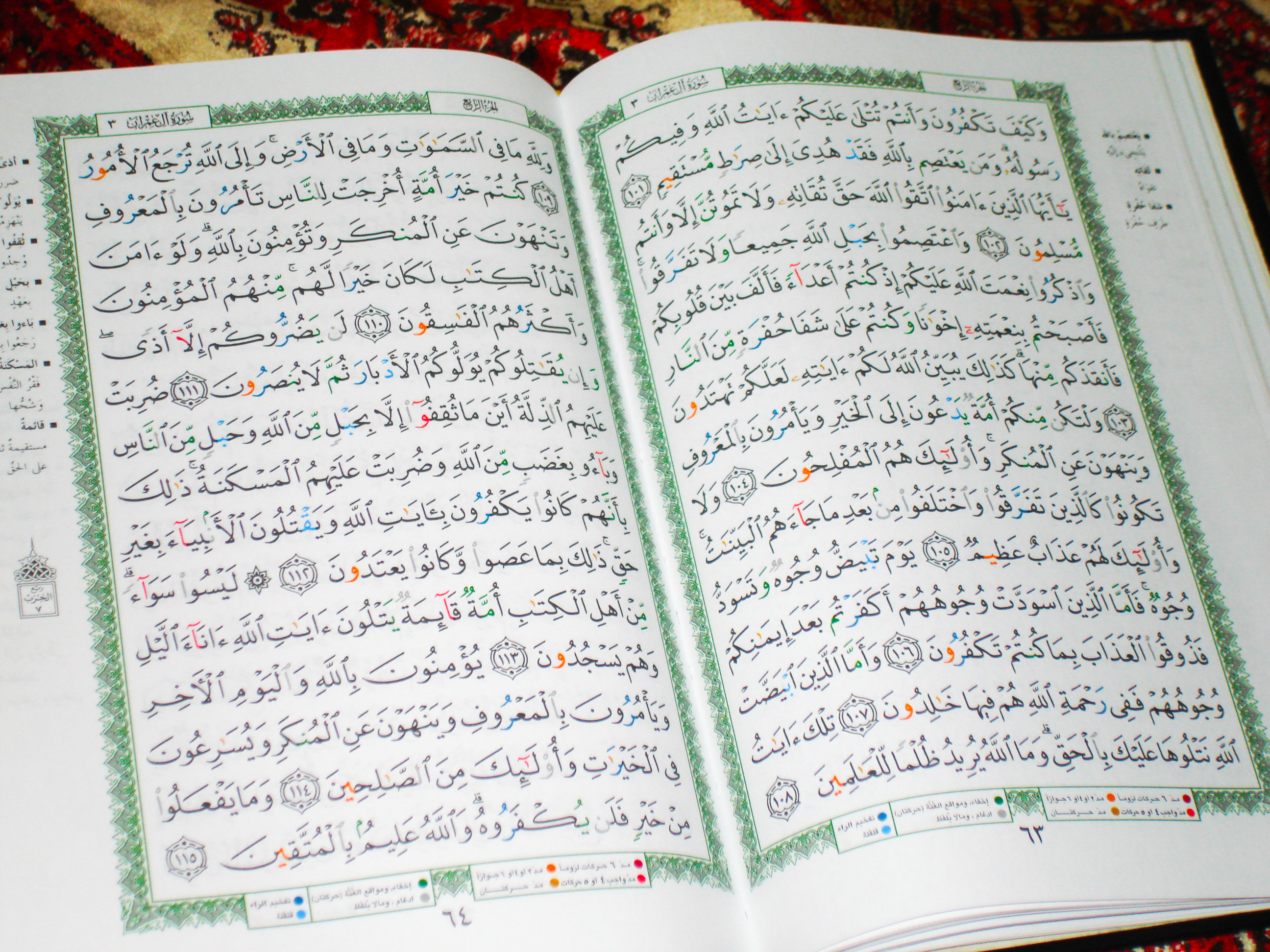
Le Coran en texte arabe traditionnel.

L'historicité du Coran concerne la question de l'historicité des événements décrits ou revendiqués comme réels dans le Coran ou sa rédaction.
Le Coran est considéré comme le fondement scripturaire de l'islam et les musulmans pensent qu'il est envoyé par Allah (Dieu) et révélé à Muhammad par l'ange Gabriel (Djibril). Les musulmans n'ont pas utilisé la critique historique dans l'étude du Coran, mais ils ont utilisé la critique textuelle d'une manière similaire à celle utilisée par les chrétiens et les juifs.
Dans l'islam, une telle recherche a souvent été considérée comme de l'apostasie et a pu être condamnée par la peine de mort, ; ce qui a réduit les recherches issues du monde musulman. Cependant, avec le contact du monde arabo-musulman et de la modernité, à partir des années 1970, de nombreux chercheurs musulmans ont commencé à s'intéresser de manière croissante au sujet et à écrire à ce propos. De plus, avec la découverte de nombreux témoins textuels plus ou moins divergents avec la « Vulgate coranique », comme les manuscrits de Sanaa ou ceux de Birmingham,  le champ d'études s'est développé de manière exponentielle.

## Évolution de la discipline
Dans l'étude de l'historicité du Coran, on peut séparer deux périodes ; une première s'étend du XIXe siècle à 1970 ; elle est marquée par une série d'auteurs comme Abraham Geiger, Gustav Wei, William St. Clair Tisdall ou encore Hartwig Hirschfeld qui commencent à remettre en doute le récit surnaturel de la théologie musulmane au sujet de l'origine du Coran, mais en acceptent la majorité des éléments. 
Pour la plupart d'entre eux, particulièrement Theodor Nöldeke ou Aloys Sprenger, ils considèrent encore que Mahomet est l'auteur du Coran (authenticité muhammadienne,) il s'agit d'un texte globalement homogène, etc. Cette première école, bien que remettant en cause les éléments surnaturels de la rédaction du Coran, reste marquée par des erreurs de méthodologie assez importantes, comme une visée apologétique dirigée contre l'islam d'un point de vue juif et chrétien ou une mise sous silence générale des sources chiites. 
La seconde période, qui s'étend de 1970 à nos jours, voit la remise en question de manière massive des sources de la tradition musulmane comme sources historiques fiables (hadiths, compilation de Othman), auparavant généralement acceptées par les chercheurs. La découverte de nombreux témoins textuels de l'ouvrage et de certains feuillets à palimpsestes permet de rendre compte d'une histoire littéraire plus compliquée et trouble qu'une rédaction simple par un seul auteur pourrait le laisser paraître. De plus, le monde musulman commence à progressivement s'ouvrir aux remises en question du caractère incréé du texte coranique tel que prôné dans la théologie musulmane, on voit de nombreux chercheurs musulmans commencer à s'emparer du sujet, à l'instar de Mohammad Ali Amir-Moezzi, Mehdi Azaiez, Hela Ouardi ou encore Samra Azarnouche.